# Mal Whitfield
Malvin („Mal”) Greston Whitfield (ur. 11 października 1924 w Bay City, zm. 18 listopada 2015 w Waszyngtonie) – amerykański lekkoatleta, trzykrotny mistrz olimpijski.

## Przebieg kariery
Specjalizował się w biegach na 400 m i na 800 m. Podczas Igrzysk Olimpijskich w 1948 w Londynie zdobył złote medale w biegu na 800 m i w sztafecie 4 × 400 metrów oraz brązowy w biegu na 400 m. Cztery lata później, w Helsinkach (1952) powtórzył osiągnięcie z Londynu w biegu na 800 m, natomiast w sztafecie zdobył medal srebrny. Zajął też 6. miejsce w finale biegu na 400 m.
Pięciokrotnie ustanawiał rekordy świata: na 1000 m (2.20,8 s. w 1953 r.) oraz cztery razy na dystansach jardowych. Był mistrzem Stanów Zjednoczonych (AAU) na 800 m w 1949, 1960 i 1951, na 880 jardów w 1953 i 1954 oraz na 400 m w 1952. Zwyciężył w Igrzyskach panamerykańskich w 1951 w Buenos Aires na 400 m, 800 m i w sztafecie 4 × 400 m.
W czasie II wojny światowej służył w 332 Grupie Myśliwskiej skupiającej czarnoskórych lotników. Pozostał później w służbie lotniczej i walczył w wojnie koreańskiej. 
Po zakończeniu kariery sportowej pracował w Afryce jako ambasador dobrej woli, trenując i pomagając miejscowym sportowcom.

## Rekordy życiowe
źródło:
- 400 m – 45,9 s. (1953)
- 800 m – 1:47,9 s. (1953)
- 1 mila – 4:12,6 s. (1954)